# Маковій Віра Іванівна
Віра Іванівна Маковій (1988/1989, Чернівецька область) — українська журналістка, режисер, акторка, кіносценарист.

## Біографічні відомості
Народилася в селі Драчинці Кіцманського району на Буковині. Закінчила Інститут журналістики Київського національного університету ім. Т.Шевченка.
Навчалася в недільній акторській школі Владислава Троїцького.
Працювала кореспондентом в інформаційному агентстві «Укрінформ», бюро журналістських розслідувань «Свідомо». Була головним редактором газет «Культура і життя» (вересень 2010 — березень 2011), «Molodist.TXT», «Студентська координата», «FM».
Дописувачка видань «Український тиждень», «День» та ін.
У кінці 2021 — на початку 2022 років Віру Маковій бачили поблизу Почаївської лаври у тяжкому фізичному та психоемоційному стані. За словами очевидців, вона перебувала у скруті, "просила милостиню" та зверталася по допомогу до перехожих. Побутували непідтверджені чутки про те, що її могли ошукати — зокрема, що певні особи відібрали її житло, після чого вона опинилася у психіатричному закладі

## Творчість
Брала участь у театрі «Дах», акції «Білий Босх», у проекті молодих драматургів Royal Court Theatre, у майстер-класі польських режисерів П. Пасіні і Н. Корчаковської, у 14-й сесії «Подія Світу» міжнародного художнього ресурсу «Пісня», у школі молодих лідерів «Покоління 2020» (Київ), у фотофестивалі «Київфотоком» та ін.
На її п'єси були зроблені читки на таких фестивалях та в театрах: «Розірване коло» — «Гогольфест», «Тиждень актуальної п'єси», «Любімовка»; п'єс «Стан землі» і «Буна» — Львівський академічний театр імені Леся Курбаса.
П'єса «Дівка на віданнє» посіла перше місце на фестивалі Drama.UA.
П'єса «Буна» перемогла на «Тижні актуальної п'єси», після чого була поставлена вистава, де брала участь як асистент режисера й акторка. За п'єсою готується сценарій.
Авторка кіносценарію короткого метру «Берци».

## Громадська діяльність
Є членом ОУН, громадського руху «Не будь байдужим», Всеукраїнського жіночого товариства ім. О. Теліги.